# Грасано
Грасано (итал. Grassano) је насеље у Италији у округу Матера, региону Базиликата.
Према процени из 2011. у насељу је живело 5363 становника. Насеље се налази на надморској висини од 561 м.

## Становништво
| 1951. | 1961. | 1971. | 1981. | 1991. | 2001. | 2011. |
| ----- | ----- | ----- | ----- | ----- | ----- | ----- |
| 8.418 | 8.206 | 6.755 | 6.261 | 6.065 | 5.792 | 5.395 |